# حمام کاکلک
حمام کاکلک مربوط به دوره قاجار است و در شهرستان شهرکرد، بخش مرکزی، دهستان حومه، روستای کاکلک واقع شده و این اثر در تاریخ ۱۲ شهریور ۱۳۸۶ با شمارهٔ ثبت ۱۹۵۲۵ به‌عنوان یکی از آثار ملی ایران به ثبت رسیده است.